# مهيرة بت عبود
مهيرة بت عبود شاعرة سودانية  تنظم الشعر الحماسي وهو ضرب من ضروب التراث السوداني.

## النشأة
مهيرة بت عبود والدها زعيم القبيلة وشيخ بادية السواراب وهم فرع أصيل من فروع قبيلة الشايقية.
موطنها الأصلي بلدة أوسلي، وولدت بها حوالى 1780م ونشأت بها.
نسبها: هي مهيرة بت عبود بن إزيرق بن زرقان بن احمد (أرنباي) بن حمد (أبو زليط بن علي (أبو جبة) بن سرور بن علي بن وصيف (سرار) بن سوار بن شايق بن حميدان العباسي، ويتسلسل النسب إلى الشريف العباس بن عبد المطلب جد النبي الرسول صلى الله عليه وسلم.
وهي شقيقة جدة والدة الرئيس السوداني الاسبق إبراهيم عبود الذي حكم السودان في الفترة من 1958 إلى 1964م
في وقت كانت النساء تتقدم  الحروب أجمل بنات القبيلة وهن في كامل زينتهن وتجلس على هودج ويتم حملهن على جمل وتنشد الفتيات الاشعار الحماسية بل تبارز البعض منهن الأعداء ويمتطين صهوات الخيل.
وهناك بعض الروايات التي تقول أن الكتاب والمؤرخين قد خلطوا فيما يبدو بين مهيرة بنت عبود السوارابية، والأميرة «صفية بنت صبير» الحنكابية، وهي ابنة الملك صبير ملك الشايقية الحنكاب، كما لاحظ محقاً الدكتور " عبد الله الشيخ سيد أحمد " في كتابه الذي صدر مؤخرا والموسوم ب «مهيرة بت عبود ذلك الشرف الباذخ 1780 – 1840م»، فإن مهيرة بنت عبود سيدة متزوجة ولها أبناء وبنات وربما أحفاد وحفيدات عندما شاركت في معركة كورتي، إذ أنها كانت آنئذٍ في حدود الأربعين عاماً من العمر. وقد استقى هذا المؤلف معلوماته عن مهيرة وعصرها من مصادر شفاهية وخطية عديدة، فضلاً عن أنه هو نفسه أحد حفدتها.

## دور مهيرة بت عبود التاريخي
وقال عنها المؤرخ نعوم شقير في كتابه: «جغرافية وتاريخ السودان» وكان في جيش الشايقية مهيرة بنت الشيخ عبود، شيخ بادية السواراب.... فلما رأت جيش إسماعيل باشا مقبلاً، امتطت هجينها وصاحت بقومها: (هيا بنا للدفاع عن استقلالنا وبلادنا..) ثم زجرت هجينها ودفعته في وجه عساكر الأمير (أي إسماعيل باشا) فكرَّ الشايقية وراءها بقلب رجل واحد مستبسلين.

## ملحمة الشايقية
اختلاف المواقف التي كانت ترى أنه من الصعوبة بمكان الانتصار على الأسلحة النارية لذلك عز على مهيرة بت عبود ان ترى اهلها وبني وطنها في هذا الوضع.فعملت على تحريض الرجال
 وأخذ صوت مهيرة يأخذ هؤلاء الشباب إلى ساحات الوغى وهي تنشد:
الــليلة العقيد شوفنه متمسكن
وفي قلب التراب شوفنه متجكن
الراي فارقه لا بشفي لا بمكن
ما تتعجبن ضيم الرجال يمكن
خلوكن براكن الليلة وحدكن
بتمشن تحاربن..ولا بتتبكن
وتحدث مصطفى طيب الأسماء، في كتابه "دور الأدب في النضال الوطني قائلاً وعندما تراهم لايحركون ساكناً..تدفع به لخيار الحرب عبر الاستفزاز في نخوتهم ورجولتهم والعمل
بدفعه إلى واجبه للدفاع عن القبيلة ومجدها فتقول مرة:
يا فرسان ادفروا واحموا واطتنا 
والا ادونا السيوف وهاكم رحاطتنا
حينها لم يكن أمام أبن عمها وخطيبها  والذي يعد أحد فرسان القبيلة بأن يندفع قائلاً:
يا فرسان الدواس
نحن نسبتنا عباس
دقوا يا أولاد النحاس
شدو خيلكم يلا للباس
عندها هب الشباب وتبعهم الرجال والكهول  وأنشدت مهيرة مغنية مرة أخرى وهي تشجع في الشباب 
نركب تنقنق جرسنا غرب ود العود جلسنا
مالنا نحن ان فرشنا هيلنا من جاويش حرسنا 
بعدها تغنت لهم بالفراسة والشجاعة  قائلة
البراشو الضعيف ويلحقوا الضايق
الليلة استعدوا وركبوا خيل الكر
وقدامم عقيدم بالأغر دفر
جنياتنا الاسود الليلة تتنبر
وسَخِرت مهيرة من إسماعيل باشا ووصفت جيشه بأنهم دجاج أو «جداد» بالعامية السودانية  فقالت:
يا الباش الغشيم قول لجدادك كر
حسان بحديده الليلة اتلتم
الدابي الكمن في حجره شم ادم
مامون يا الملك يا نقيع السم
فرسانا بكيلو العين يفرجو الهم

## وفاتها
توفيت مهيرة في 1840م في قرية أوسلي من الجهة الجنوبية الغربية (غرب النيل)وشمال شرق كورتي بالسودان ودفنت بها.